# Gluck Peak
Der Gluck Peak ist ein 335 m hoher Berg auf der westantarktischen Alexander-I.-Insel. Er ragt 10,5 km südsüdwestlich des Mount Borodin auf der Beethoven-Halbinsel auf.
Der britische Geograph Derek Searle vom Falkland Islands Dependencies Survey kartierte ihn erstmals 1960 anhand von Luftaufnahmen, die bei der Ronne Antarctic Research Expedition (1947–1948) entstanden. Das UK Antarctic Place-Names Committee benannte ihn 1961 nach dem deutschen Komponisten Christoph Willibald Gluck (1714–1787).